# Ecuación de Kepler

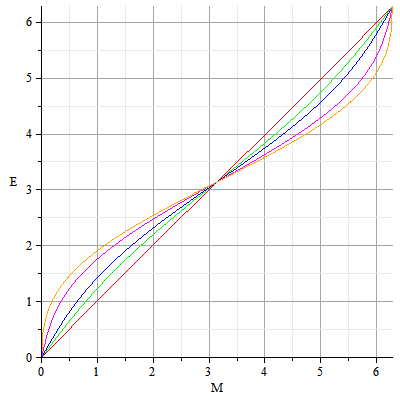
Soluciones de la ecuación de Kepler para cinco excentricidades diferentes entre 0 y 1.

Kepler descubrió las leyes que rigen el movimiento de los planetas alrededor del Sol. Los planetas giran en una órbita elíptica, uno de cuyos focos F lo ocupa el Sol, pero no lo hacen con un movimiento uniforme, sino que el radio vector Sol-planeta barre áreas iguales en tiempos iguales (ley de las áreas). La expresión matemática de esta ley es la ecuación de Kepler:

{\displaystyle M=E-e\,\mathrm {sen} \,E,}

donde:
- M es la anomalía media o ángulo que recorrería un planeta ficticio que se moviese con movimiento uniforme por la circunferencia principal,
- {\displaystyle e\ (0\leq e<1)} es la excentricidad de la elipse y
- E es la anomalía excéntrica.

Fue derivada por primera vez por Johannes Kepler en 1609 en el capítulo 60 de su  Astronomia nova, y en el libro V de su Epitome of Copernican Astronomy (1621) Kepler propuso una solución iterativa a la ecuación. La ecuación ha jugado un papel importante en la historia de la física y las matemáticas, en particular en la mecánica celeste clásica.

## Movimiento medio
Supóngase que el planeta da una vuelta al Sol en un tiempo denominado periodo T. El movimiento medio n es el ángulo girado en la unidad de tiempo suponiendo movimiento uniforme n=360/T en grados/día si el periodo se expresa en días. Usando la 3a ley de Kepler:

{\displaystyle {\frac {G\ \mathrm {Masa} \ T^{2}}{a^{3}}}=4\pi ^{2}}

resulta:

{\displaystyle n={\frac {2\pi }{T}}={\sqrt {\frac {G\ \mathrm {Masa} }{a^{3}}}}}

en radianes/día siendo a el semieje mayor de la órbita. Se obtiene n en radianes/día o en º/día si a se expresa en UA mediante:

{\displaystyle n={\frac {k}{a^{\frac {3}{2}}}}}

donde {\displaystyle k} es la constante de Gauss, o el movimiento medio diario de la Tierra cuyo valor es 0,01720209895 radianes/día o 0,9856076686 grados/día.
Si t0 es el instante de paso por el perihelio P, la anomalía media en un instante t es:

{\displaystyle M=n\times (t-t_{0})}

## Demostración de la ecuación de Kepler
El semieje mayor de la órbita es {\displaystyle a}, y el semieje menor es {\displaystyle b}. La excentricidad de la órbita es {\displaystyle e}, y la estrella ocupa uno de los focos {\displaystyle F}, a una distancia {\displaystyle c=ae} del centro {\displaystyle C} de la elipse. El planeta está en el perihelio en {\displaystyle P} en momento {\displaystyle t=0} o más en general en el momento {\displaystyle t_{0}}. Pretendemos encontrar el tiempo {\displaystyle T=t-t_{0}} que tarda el planeta en alcanzar {\displaystyle S}.
La circunferencia principal tiene una relación de afinidad entre sus ordenadas y las ordenadas de la elipse pues son más grandes por un factor {\displaystyle a/b}.
A cualquier punto {\displaystyle S} de la elipse corresponde un punto {\displaystyle R} de la circunferencia principal. El ángulo {\displaystyle PCR} es la anomalía excéntrica (el ángulo {\displaystyle E}), mientras que el ángulo {\displaystyle PFS} es la anomalía verdadera.
Se sabe que por la segunda ley de Kepler las áreas barridas por el radio vector del planeta en tiempos iguales son iguales. El área {\displaystyle PFR} es la homóloga del área {\displaystyle PFS} barrida por el planeta:

{\displaystyle PFR={\frac {a}{b}}PFS}

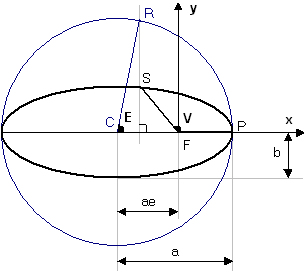
Diagrama que permite demostrar la ecuación de Kepler y por tanto calcular la posición de un planeta en su órbita en un instante t cualquiera. La elipse es la órbita del planeta, con la estrella ocupando el foco F. El objetivo es calcular el tiempo que necesita el planeta para moverse desde el perihelio (para el Sol en general periapsis) P a un punto dado S. La circunferencia principal es la circunferencia auxiliar de radio a que usaremos para demostrar la ecuación de Kepler.

Sabemos que, en el tiempo del periodo orbital {\displaystyle \tau }, el planeta barre el área entera de la elipse {\displaystyle \pi ab}. Por ello en un tiempo {\displaystyle T/\tau } el área barrida será:

{\displaystyle PFS={\frac {T}{\tau }}\pi ab}

y sustituyendo esta expresión en la anterior:

{\displaystyle PFR={\frac {T}{\tau }}\pi a^{2}}

Pero el área {\displaystyle PFR} es la resta de las áreas {\displaystyle PCR} y {\displaystyle FCR}:

{\displaystyle PFR=PCR-FCR\;}

El área {\displaystyle PCR} es el sector circular cuyo ángulo central es E. Como el círculo tiene un área total {\displaystyle \pi a^{2}} y la fracción es {\displaystyle E/2\pi }, tenemos:

{\displaystyle PCR={\frac {a^{2}}{2}}E}

Mientras que el área {\displaystyle FCR} es un triángulo cuya base es la semi-distancia focal {\displaystyle FC} de longitud {\displaystyle c=ae}, y cuya altura es {\displaystyle a\,\mathrm {sen} \,E}:

{\displaystyle FCR={\frac {a^{2}}{2}}e\,\mathrm {sen} \,E}

Por lo que:

{\displaystyle PFR={\frac {T}{\tau }}\pi a^{2}={\frac {a^{2}}{2}}E-{\frac {a^{2}}{2}}e\,\mathrm {sen} \,E}

Dividiendo por {\displaystyle a^{2}/2}:

{\displaystyle {\frac {2\pi }{\tau }}T=E-e\,\mathrm {sen} \,E}

Pero {\displaystyle n=2\pi /\ {\tau }} es el movimiento medio y si multiplicamos por T obtenemos la anomalía media {\displaystyle M=n\,T=n\,(t-t_{0})}
lo que nos da la ecuación de Kepler:

{\displaystyle M=E-e\,\mathrm {sen} \,E\;}

Nota: Para entender la importancia de esta fórmula, considere que es una fórmula análoga que da el ángulo {\displaystyle \theta } girado en un movimiento circular y uniforme (velocidad angular constante) {\displaystyle n}:
{\displaystyle n\,T=\theta \;}

## Métodos de resolución de la ecuación de Kepler
Para un tiempo t dado, M es conocido, con la que queda una ecuación trascendente en E cuya resolución vamos a abordar.

### Método gráfico
- Ejemplo:

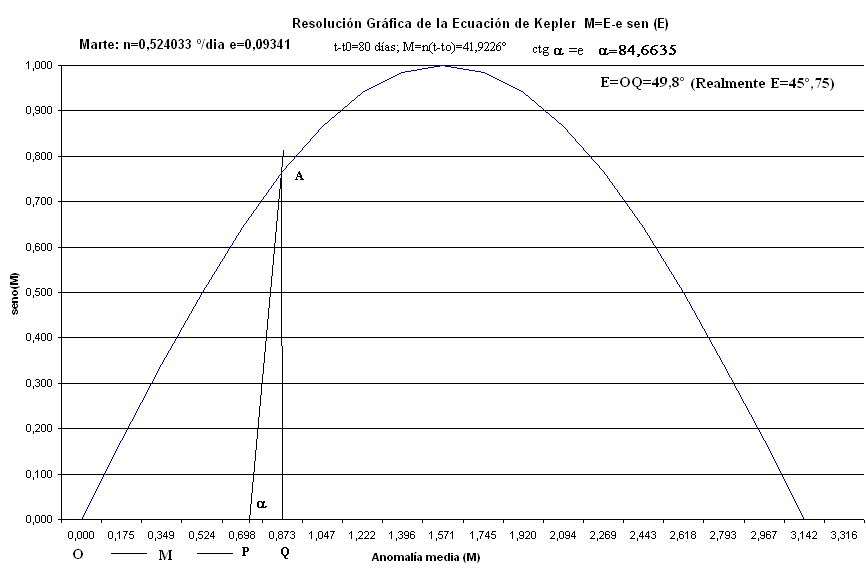
Método gráfico aproximado de resolver la ecuación de Kepler.

Supongamos el planeta Marte cuyo año sidéreo = 686,98 días y queremos calcular la anomalía excéntrica 80 días después de que el planeta pase por el perihelio.
El movimiento medio n = 0,524033º/día y la anomalía media: {\displaystyle M=n\times (t-t_{0})}=41,9226°.
Para resolver la ecuación de Kepler, en el gráfico se dibuja una sinusoide. Sobre el eje x se mide M = OP y se dibuja una recta con inclinación sobre el eje x tal que:
cotg ({\displaystyle \alpha }) = e .
Entonces {\displaystyle PQ=e\times \sin E} con lo que {\displaystyle OQ=OP+PQ=M+e\times \sin E}
Aplicada para Marte T = 686,98 días, e = 0,09341 y 80 días tras el paso por el perihelio.
La anomalía media vale M = 41,9226 y la anomalía excéntrica sale E = 49,8 cuando debería salir 45,75.

### Método de las aproximaciones sucesivas
Se escribe la ecuación de Kepler en la forma:
{\displaystyle E=M+e\times \sin E}
Como normalmente la excentricidad e es pequeña puede despreciarse y la aproximación inicial E0 = M.
Ahora se aplica la ecuación de Kepler para obtener un nuevo valor:
{\displaystyle E_{1}=M+e\times \sin E_{0}} y en general
{\displaystyle E_{i}=M+e\times \sin E_{i-1}}
se itera el cálculo las veces necesarias hasta que la diferencia entre Ei-1 y Ei es menor que una cantidad o error prefijados.
Un script de Java que hace esto es:
with (Math) {
n=2*PI/P;
M=n*T;
E0=M;
E1=M+ex*sin(E0);
while (abs(E1-E0)>0.0001) {
E0=E1;
E1=M+ex*sin(E0);
}
Se ha usado la estructura de while (condición) y así mientras se cumpla la condición seguirá iterando.
Nota importante:
La ecuación se puede resolver en radianes o en grados; en este último caso hay que hacer homogéneos ambos sumandos convirtiendo radianes a grados:
{\displaystyle E_{i}=M+{\frac {180}{\pi }}\times e\times \sin E_{i-1}}
En el applet se resuelve en radianes.
- Ejemplo:

Supongamos que queremos calcular la anomalía excéntrica del planeta Marte, 80 días después de que el planeta pase por el perihelio y con un error menor que 0,00001. La siguiente tabla resume los resultados de las diferentes iteraciones:
| Iteración | Ei       | Diferencia |
| 0         | 41,92260 |            |
| 1         | 45,49841 | 3,57581    |
| 2         | 45,73981 | 0,24140    |
| 3         | 45,75558 | 0,01577    |
| 4         | 45,75661 | 0,00103    |
| 5         | 45,75668 | 0,00007    |
| 6         | 45,75668 | 0,000004   |

Con sólo 6 iteraciones se puede ver que E=45,75668 con todas sus cifras exactas.
Nota: Cuando la excentricidad se acerca a 1 se necesitan muchas más iteraciones para conseguir el mismo error.

### Método de Newton
El método de Newton consiste en calcular una raíz de una ecuación f(x) = 0
mediante la expresión:
{\displaystyle x_{n+1}=x_{n}-{\frac {f(x_{n})}{f'(x_{n})}}.}
Para ello basta con escribir la ecuación de Kepler como:
{\displaystyle E-e\times \sin E-M=0}
y aplicar este método.

## Movimiento elíptico
- Ver artículo principal Movimiento elíptico

Cuando ya se han calculado la anomalía media M, y mediante la resolución de la ecuación de Kepler la anomalía excéntrica E y luego la anomalía verdadera V, todavía quedan muchas relaciones que tratar. A modo de ejemplo:
- Posición cartesiana (x, y) del planeta respecto a la estrella:
  - En función anomalía excéntrica:

{\displaystyle x=a\times (\cos E-e)}
{\displaystyle y=a\times {\sqrt {1-e^{2}}}\times \sin E}
- - En función anomalía verdadera:

{\displaystyle x=r\times \cos V}
{\displaystyle y=r\times \sin V}
- Radio vector
  - En función anomalía excéntrica

{\displaystyle r=a\times (1-e\times \cos E)}
- - En función anomalía verdadera:

{\displaystyle r={\frac {a\times (1-e^{2})}{1+e\times \cos V}}}
- Desarrollos en serie de potencias de  e de E, V y r:

{\displaystyle E=M+e\times \sin M+{\frac {e^{2}}{2}}\times \sin(2\times M)+...}
{\displaystyle V=M+2\times e\times \sin M+{\frac {5e^{2}}{4}}\times \sin(2\times M)+...}
{\displaystyle r=a\times (1-e\times \cos M+{\frac {e^{2}}{2}}\times (1-\cos(2\times M)))+...}
donde se han desarrollado hasta 2.º orden.

## Nota final
Mientras que la ley de las áreas es general no sólo para cuerpos atraídos por la Ley de Newton o ley de la inversa del cuadrado de la distancia, sino para todas las fuerzas centrales, cuya dirección está en la línea que une las partículas. La ecuación de Kepler es válida solamente para cuerpos que se mueven en una órbita cerrada o elíptica con 0≤e<1 .
Para órbitas abiertas con e>1 (hipérbola) la misma ley de las áreas lleva a una formulación ligeramente diferente.